# Джеджея, Чака Бардгуевич
Чака Бардгуевич Джеджея (1905 год, село Пирвели Гали, Сухумский округ, Кутаисская губерния, Российская империя — неизвестно, село Пирвели Гали, Гальский район, Абхазская АССР, Грузинская ССР) — бригадир колхоза имени Сталинской Конституции Гальского района, Абхазская АССР, Грузинская ССР. Герой Социалистического Труда (1948).

## Биография
Родился в 1905 году в крестьянской семье в селе Пирвели Гали Сухумского округа. Старший брат Ленти Бардгуевны Джеджея.
С раннего возраста трудился в сельском хозяйстве. Во время коллективизации вступил в местную сельскохозяйственную артель, которая впоследствии была преобразована в колхоз имени Сталинской Конституции Гальского района, председателем которого был Константин Дитоевич Чеминава. В послевоенные годы — бригадир полеводческой бригады в этом же колхозе.
В 1947 году бригада под его руководством собрала в среднем с каждого гектара по 76,28 центнеров кукурузы на участке площадью 6 гектаров. Указом Президиума Верховного Совета СССР от 21 февраля 1948 года удостоен звания Героя Социалистического Труда за «получение высоких урожаев кукурузы и пшеницы в 1947 году» с вручением ордена Ленина и золотой медали «Серп и Молот» (№ 675).
Этим же указом званием Героя Социалистического Труда были награждены труженики колхоза имени Сталинской Конституции бригадиры Бага Яковлевич Какачия, Пармен Кочоевич Саруа, звеньевые Владимир Согратович Джгереная, Ленти Бардгуевна Джеджея, Леонтий Муразович Езугбая, Кванта Дзакаевич Какава, Джоджо Пехвович Микая и Ражден Степанович Саруа.
За выдающиеся трудовые достижения по итогам 1948 года награждён вторым орденом Ленина.
После выхода на пенсию проживал в родном селе Пирвели Гали. Дата смерти не установлена.
Награды
- Герой Социалистического Труда
- Орден Ленина (1948; 03.05.1948)